# Phaea acromela
Phaea acromela är en skalbaggsart som beskrevs av Francis Polkinghorne Pascoe 1858. Phaea acromela ingår i släktet Phaea och familjen långhorningar.
Artens utbredningsområde är:
- Belize.
- Costa Rica.
- El Salvador.
- Guatemala.

Inga underarter finns listade i Catalogue of Life.